# Bas Maliepaard
Bas Maliepaard (* Willemstaad, 3 de abril de 1938) foi um ciclista holandês. Foi profissional entre 1959 e 1967, conseguindo os seus maiores sucessos desportivos em 1963 quando ganhou uma etapa na Volta a Espanha e ganhou também a classificação por pontos dessa edição da Volta. Ganhou também o Campeonato da Holanda de ciclismo de estrada em duas ocasiões 1960 e 1961.

## Palmarés
| 1959 - Omloop der Kempen - Tour de Overijssel - 1 etapa do Tour de Olympia - 2º no Campeonato do mundo em estrada amador 1960 - Campeonato dos Países Baixos de Ciclismo em Estrada 1961 - Campeonato dos Países Baixos de Ciclismo em Estrada 1962 - 1 etapa no Tour d’Oise - 1 etapa nos Quatro Dias de Dunquerque - 1 etapa da Volta a Levante | 1963 - Tour de Picardie - 2 etapas da Bicicleta Vasca - 1 etapa na Volta a Espanha e Classificação por pontos 1964 - 1 etapa nos Quatro Dias de Dunquerque |

## Resultados em Grandes Voltas
Durante a sua carreira desportiva tem conseguido os seguintes postos nas Grandes Voltas:
| Carreira           | 1960 | 1961 | 1962 | 1963 | 1964 | 1965 | 1966 | 1967 |
| ------------------ | ---- | ---- | ---- | ---- | ---- | ---- | ---- | ---- |
| Giro d'Italia      | -    | -    | -    | -    | -    | -    | -    | -    |
| Tour de France     | -    | -    | 47º  | -    | -    | 51º  | Ab.  | Ab.  |
| Volta a Espanha    | -    | -    | -    | 4º   | -    | -    | Ab.  | 30º  |
| Mundial em Estrada | Ab.  | 23º  | 14º  | -    | Ab.  | -    | -    | Ab.  |